# استان اصفهان

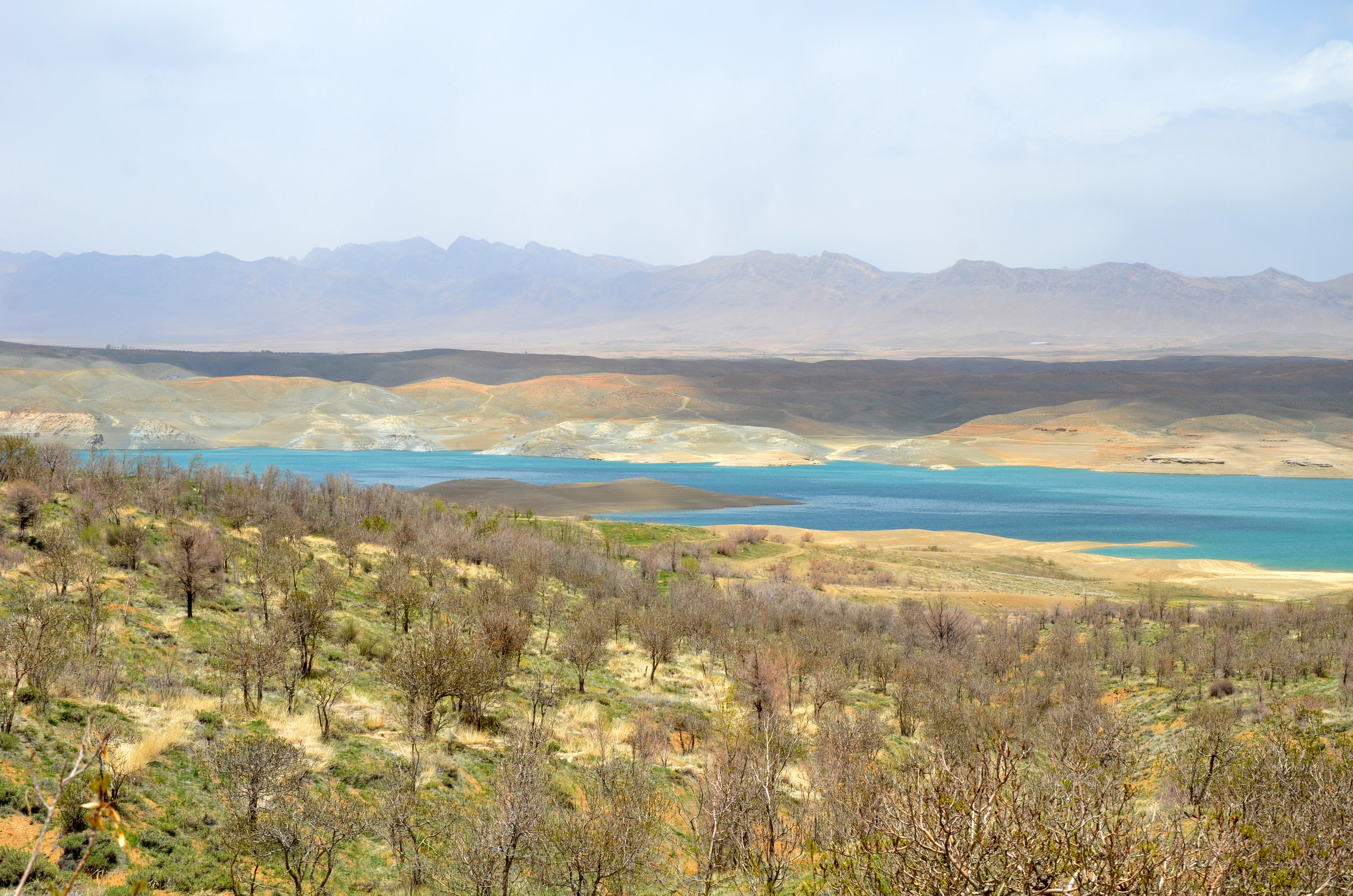
چادگان - سد زاینده‌رود

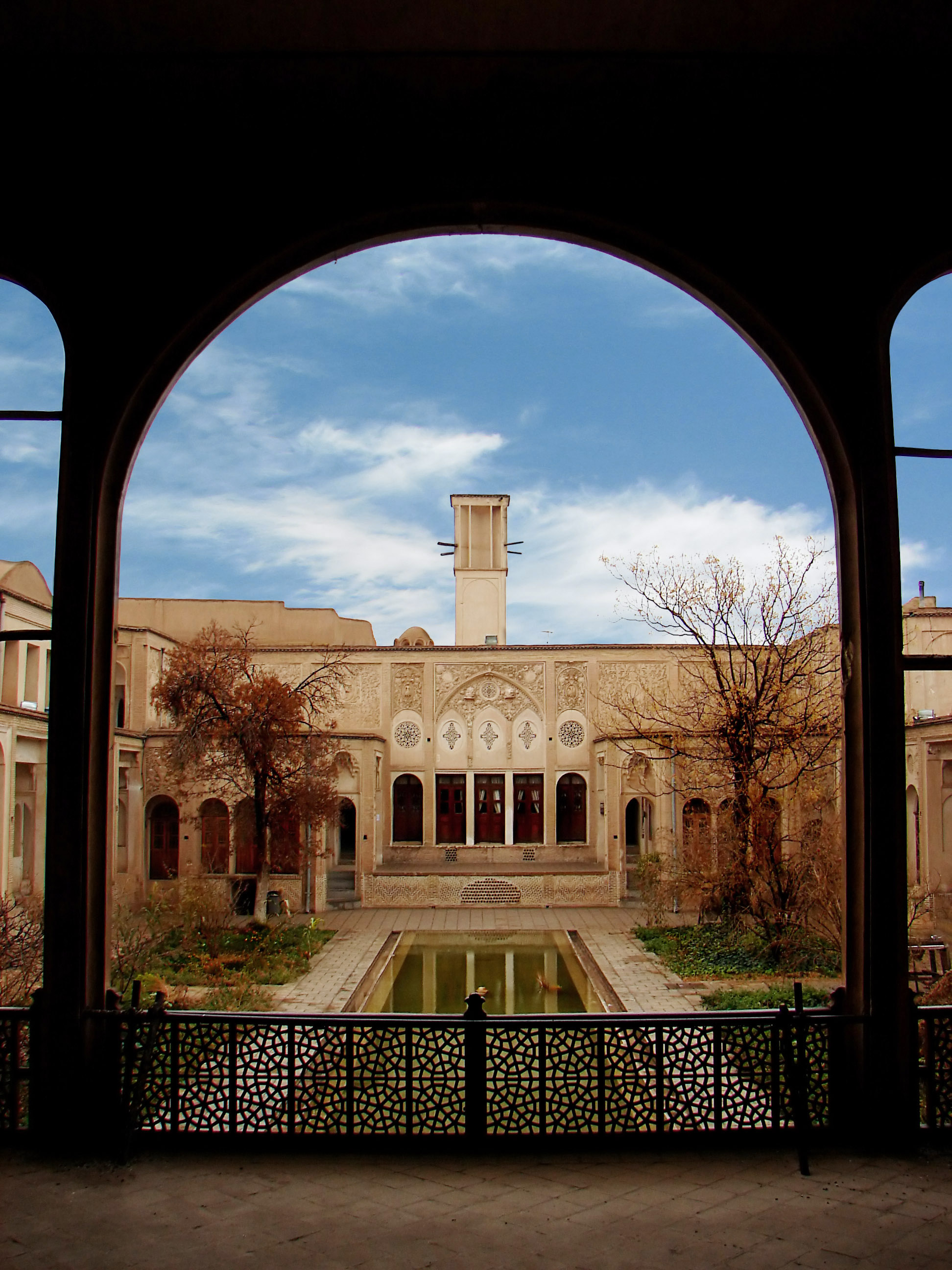
کاشان - خانه بروجردی‌ها

استان اصفهان از استان‌های مرکزی ایران است که مرکز آن، شهر اصفهان است که بر پایه برآورد، پرجمعیت‌ترین شهر این استان و سومین شهر پرجمعیت کشور به‌شمار می‌آید. این استان با جمعیتی برابر با ۵٫۲۵۴٫۵۵۵ نفر، ششمین استان پهناور و سومین استان پرجمعیت ایران است.  اصفهان با گستره‌ای نزدیک به ۱۰۶۷۸۶ کیلومترمربع میان ۳۰ درجه و ۴۳ دقیقه تا ۳۴ درجه و ۲۷ دقیقه عرض شمالی خط استوا و ۴۹ درجه و ۳۶ دقیقه تا ۵۵ درجه و ۳۱ دقیقه طول شرقی نصف‌النهار گرینویچ، واقع شده است.  
استان اصفهان بیشترین استان‌های همسایه را در کنار خود دارد که از شرق با استان‌های یزد و خراسان جنوبی، از شمال با استان‌های سمنان، قم و مرکزی، از غرب با استان‌های لرستان و چهارمحال و بختیاری، از جنوب با استان‌های کهگیلویه و بویراحمد و فارس همسایه است. 
استان اصفهان از نظر طبیعی نیز  به دشت کویر در شرق و شمال، رشته‌کوه‌های زاگرس در غرب و جنوب بسته شده است که این موقعیت طبیعی، از یک سو چارچوب‌هایی و از سوی دیگر پتانسیل‌ها و برتری‌هایی را برای استان فراهم نموده است. اصفهان قطب تولید قهوه، آهن، فولاد، طلا و همچنین صنایع دستی در ایران است.

استان اصفهان با وجود جاذبه‌های بسیار فرهنگی، تاریخی، طبیعی و مذهبی، یکی از مراکز مهم گردشگری ایران است.

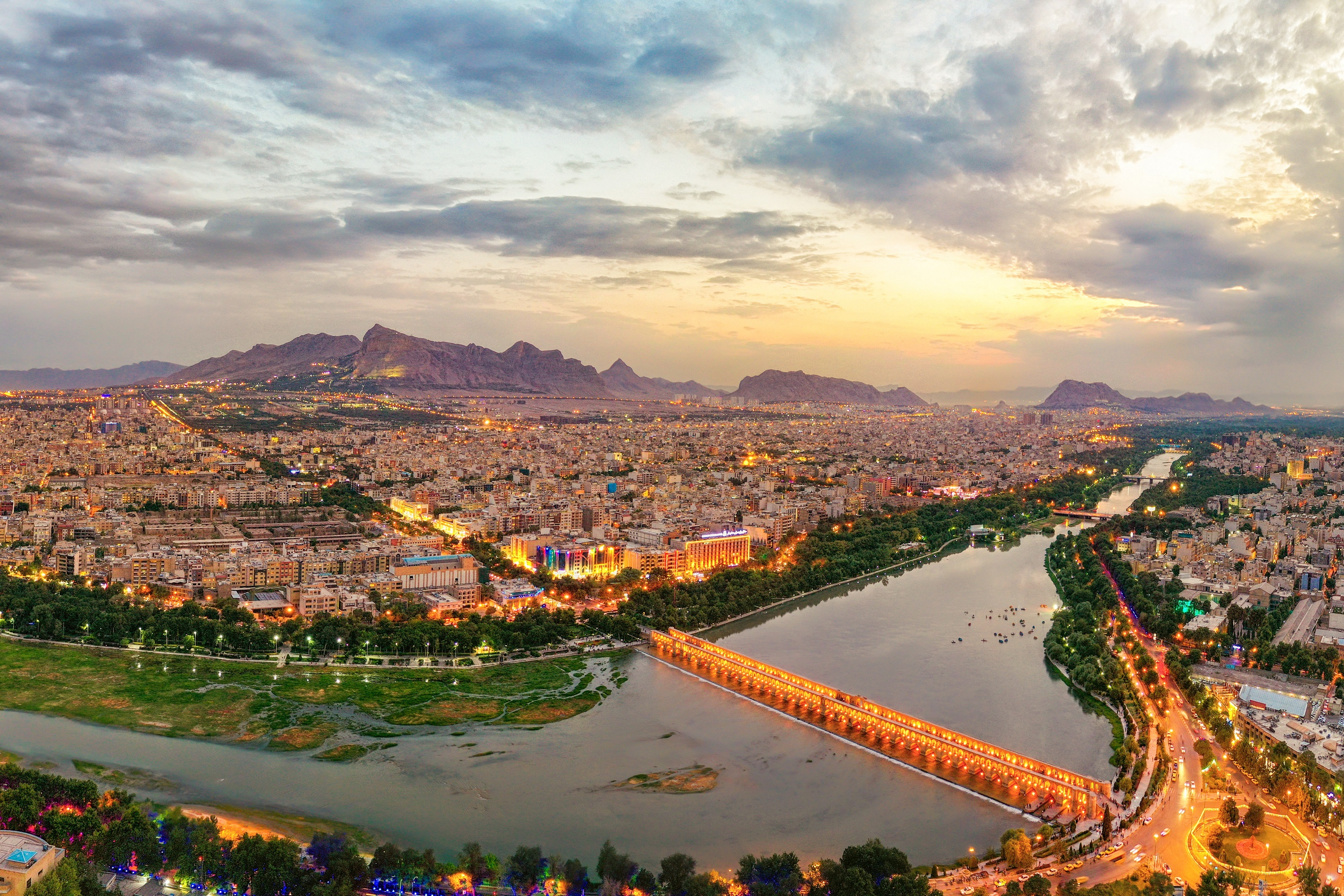
اصفهان - نمایی از سی‌وسه‌پل

## آمار

### جمعیت
بر پایه داده‌های دستامده از سرشماری عمومی نفوس و مسکن در دوره‌های گذشته، جمعیت استان اصفهان در سال ۱۳۵۵، نزدیک به ۲ میلیون نفر بوده است که با رشدی فزآینده به ۶ میلیون نفر در سال ۱۳۹۵ رسیده است. کاوش آمار جمعیتی استان هنگام بازهٔ زمانی ۱۳۵۵ تا ۱۳۹۵، نشان می‌دهد نرخ شهرنشینی در استان اصفهان به پیروی از کشور از رشد چشمگیری برخوردار بوده است و به پیروی از الگوی رشد جمعیتی در کشور در استان اصفهان نیز شهرنشینی با افزایش رشد روبه‌رو بوده است که این افزایش همراه با کاهش روند رشد روستا نشینی در استان همراه بوده است به‌گونه‌ای که از ۳۷ درصد در سال ۱۳۵۵ به ۱۲ درصد در سال ۱۳۹۵ رسیده است. در این باره باید گفت گسترش گستره شهرها، تبدیل روستاها به شهر و ایجاد شهرهای نو مایه تغییرات گسترده‌ای در گذشت ۶۰ سال گذشته در نظام سکونتگاهی استان اصفهان شده است.

### منابع طبیعی و محیط‌زیست

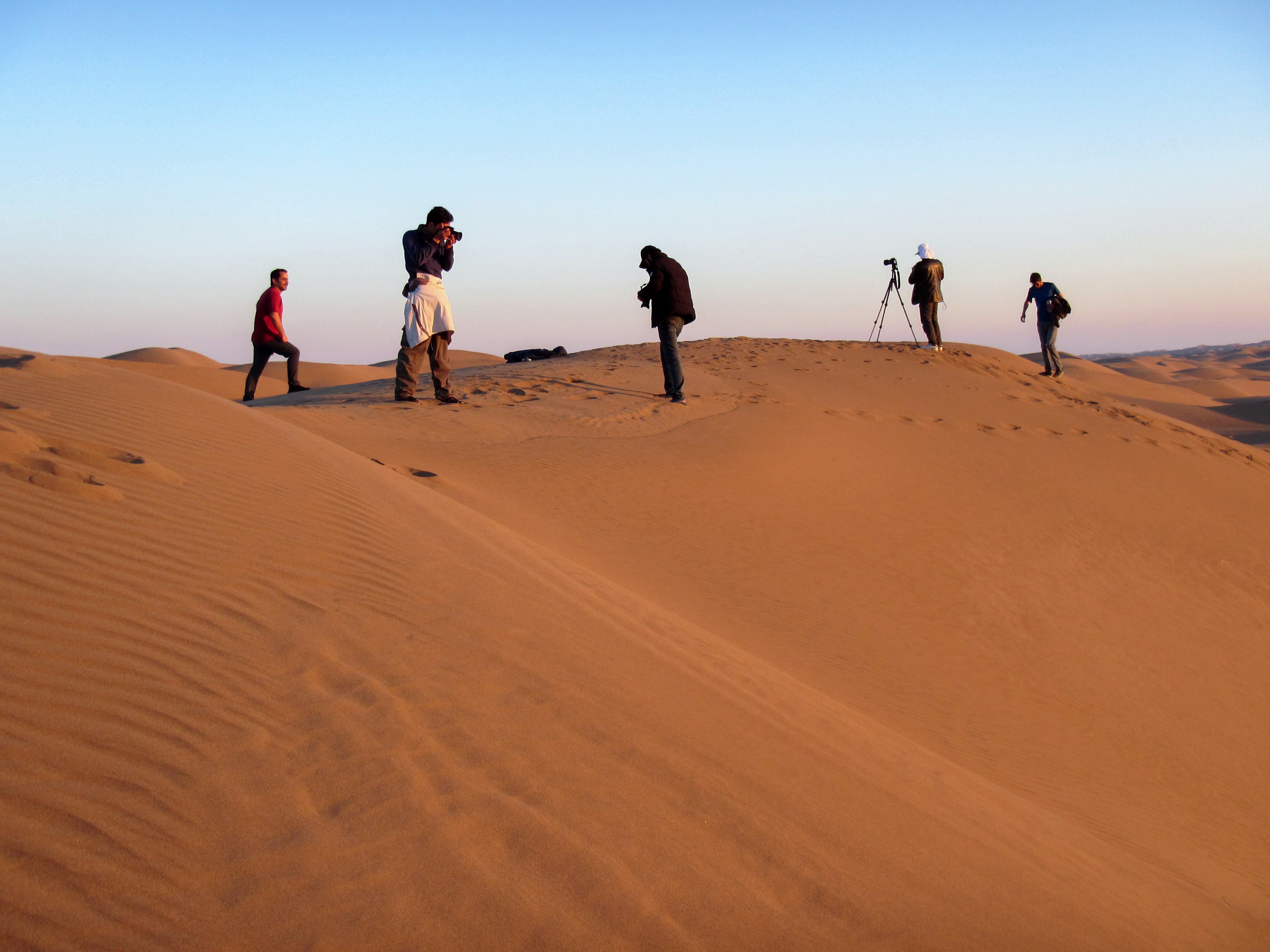
گردشگران در کویر مرنجاب استان اصفهان

### پوشش گیاهی

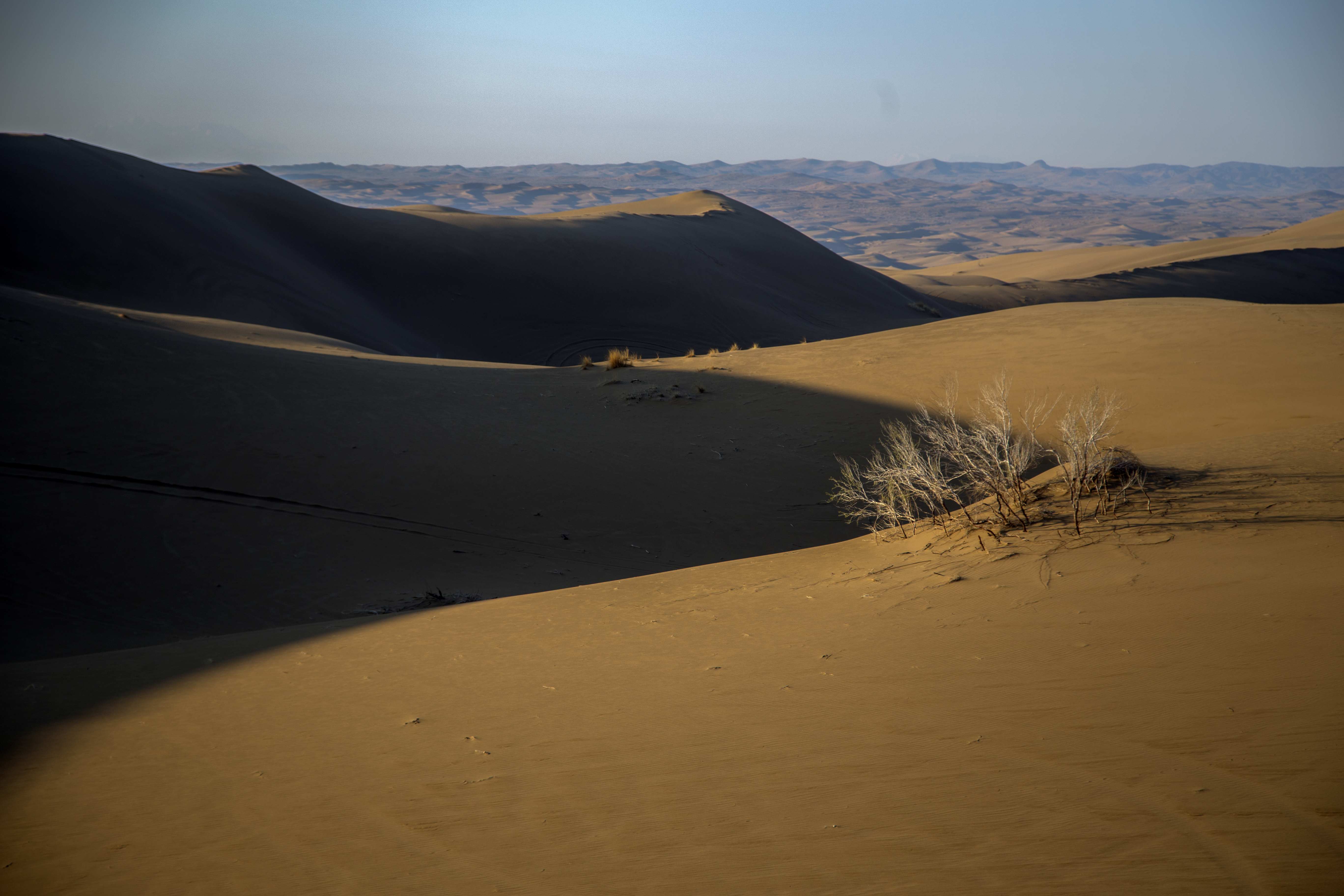
کویر مرنجاب در شهرستان آران و بیدگل استان اصفهان

### آب‌وهوا

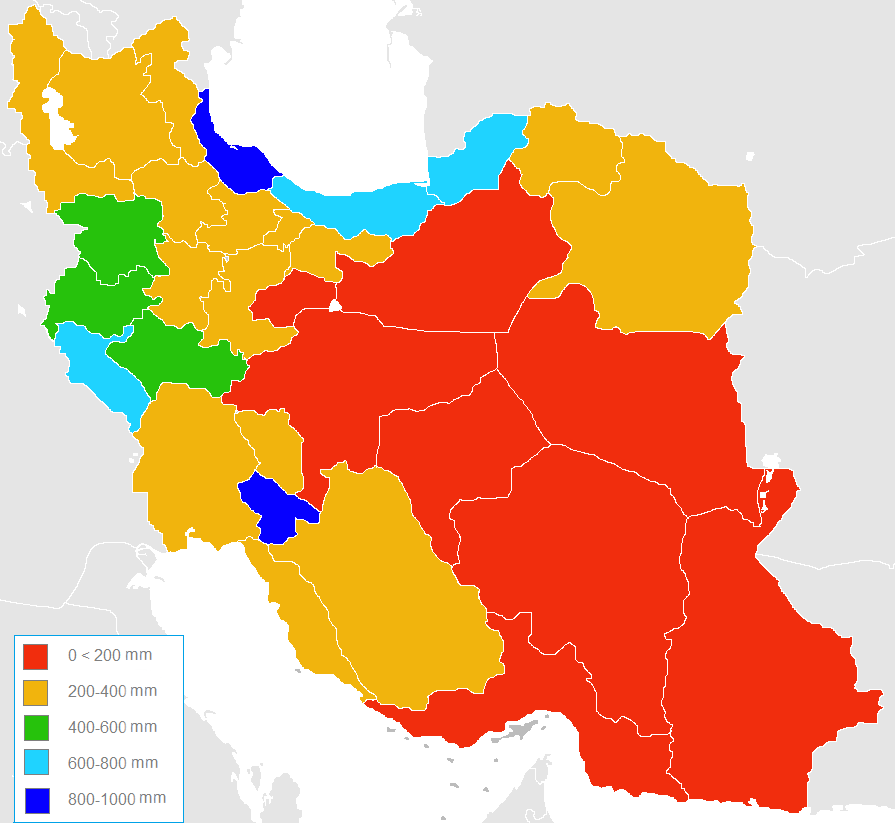
بارندگی استان جزو مناطق کم‌تر از میانگین ایران است

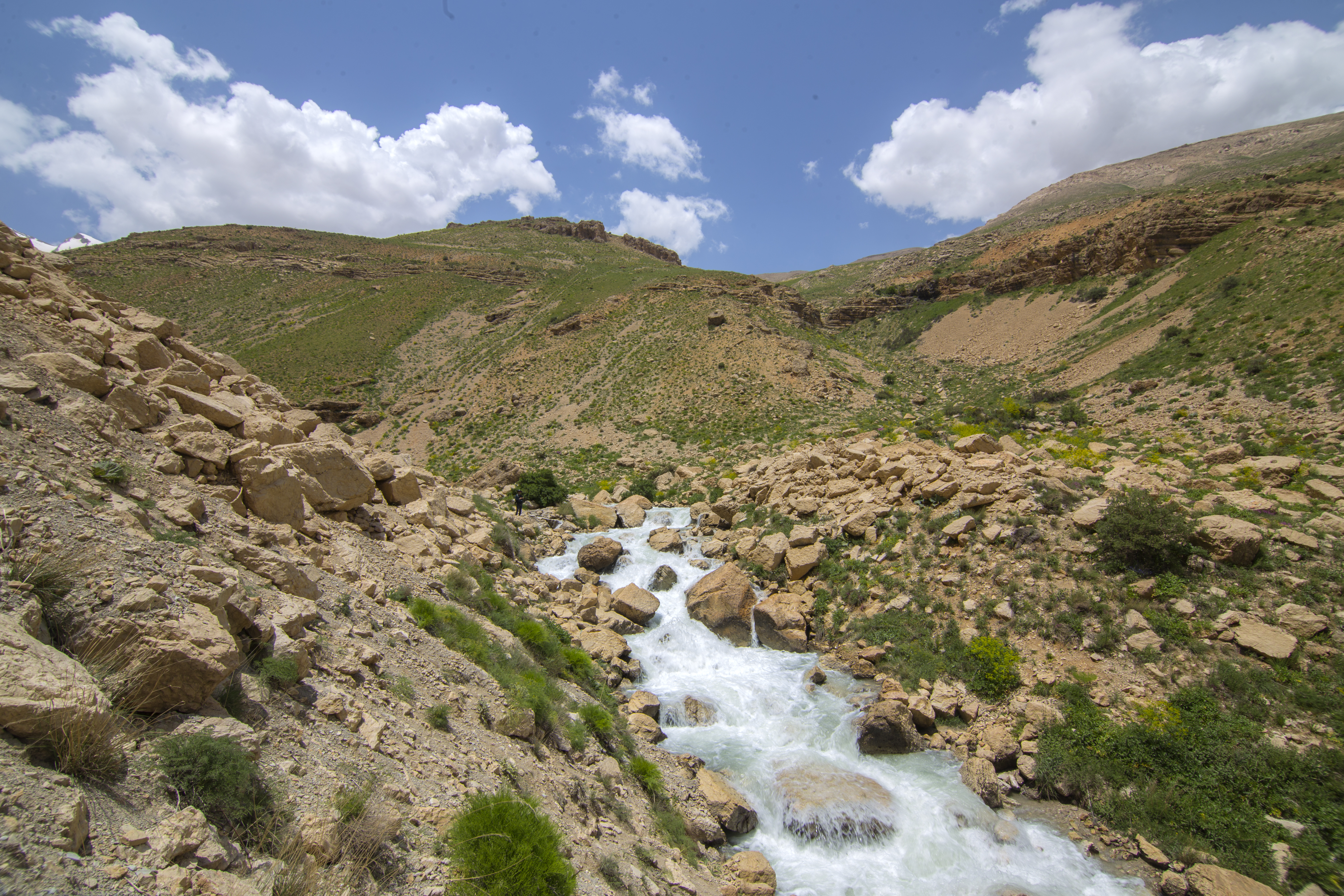
طبیعت کوهستانی کوه‌های دنا در استان اصفهان

## تقسیمات استانی

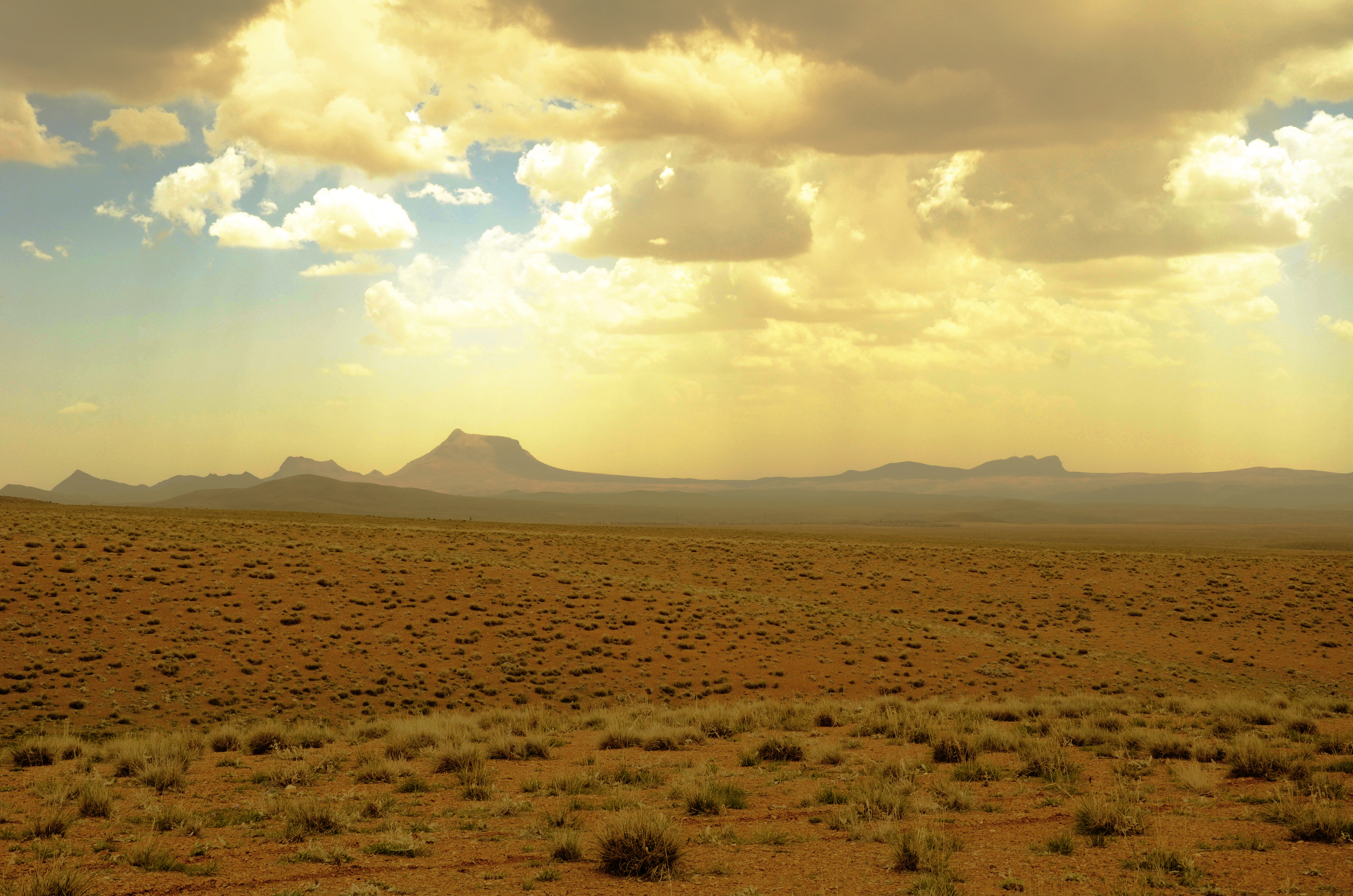
ایران - اصفهان - جاده چادگان

## تاریخ و هنر

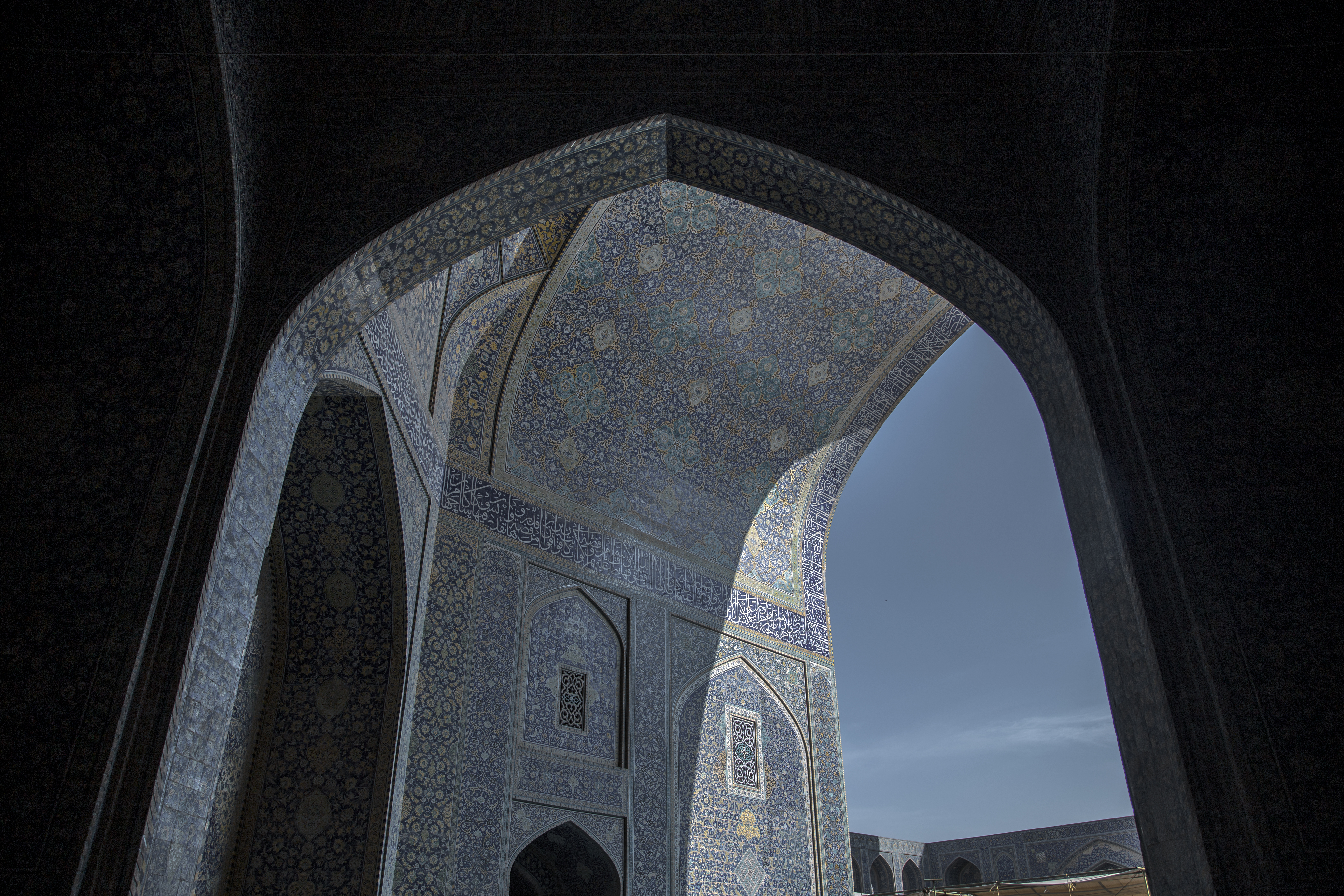
معماری مسجد شاه در شهر اصفهان

صنایع دستی در شهر اصفهان

### قومیت و زبان

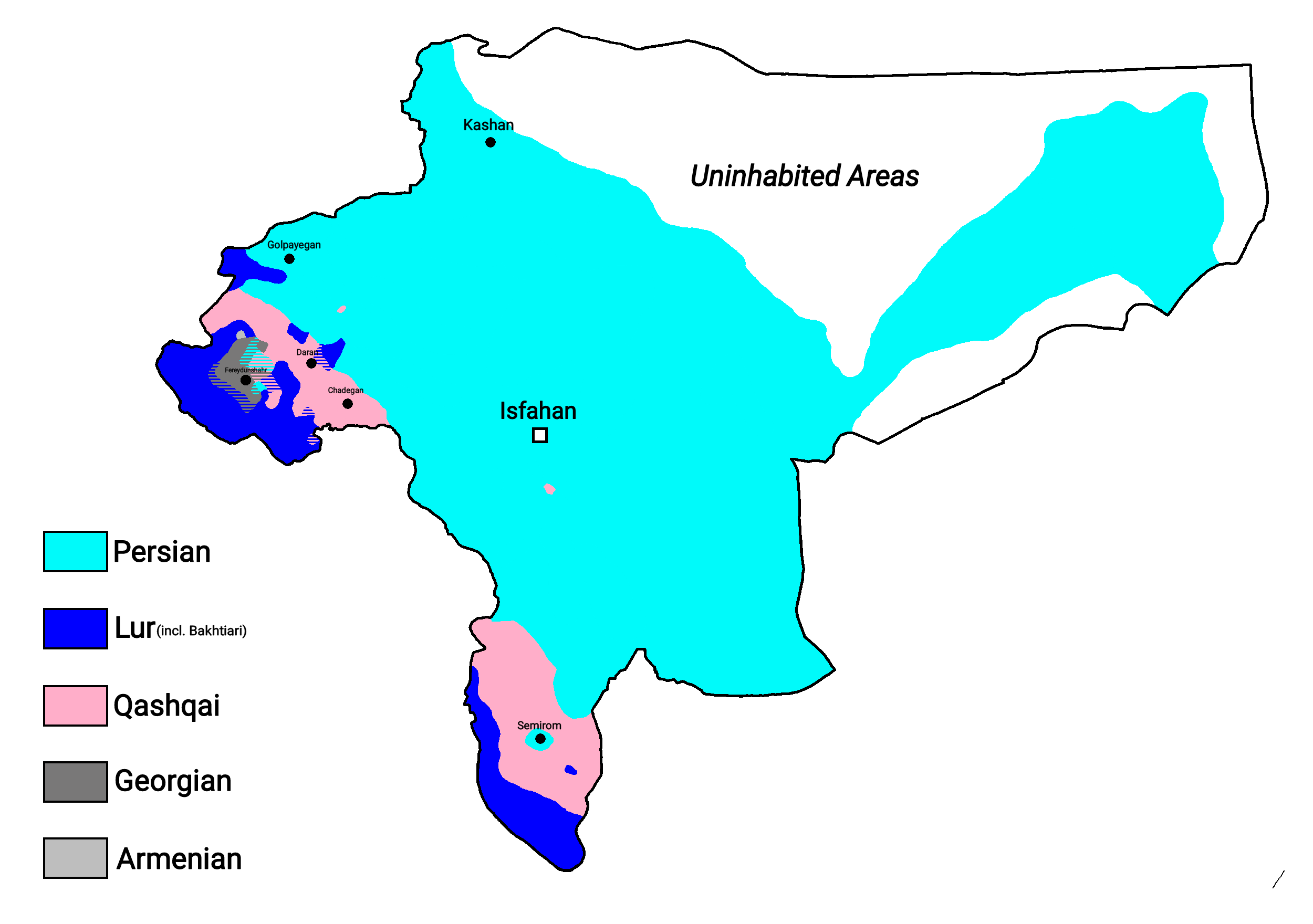
پراکندگی جمعیتی اقوام در استان اصفهان

### مکان‌های تاریخی و گردشگری

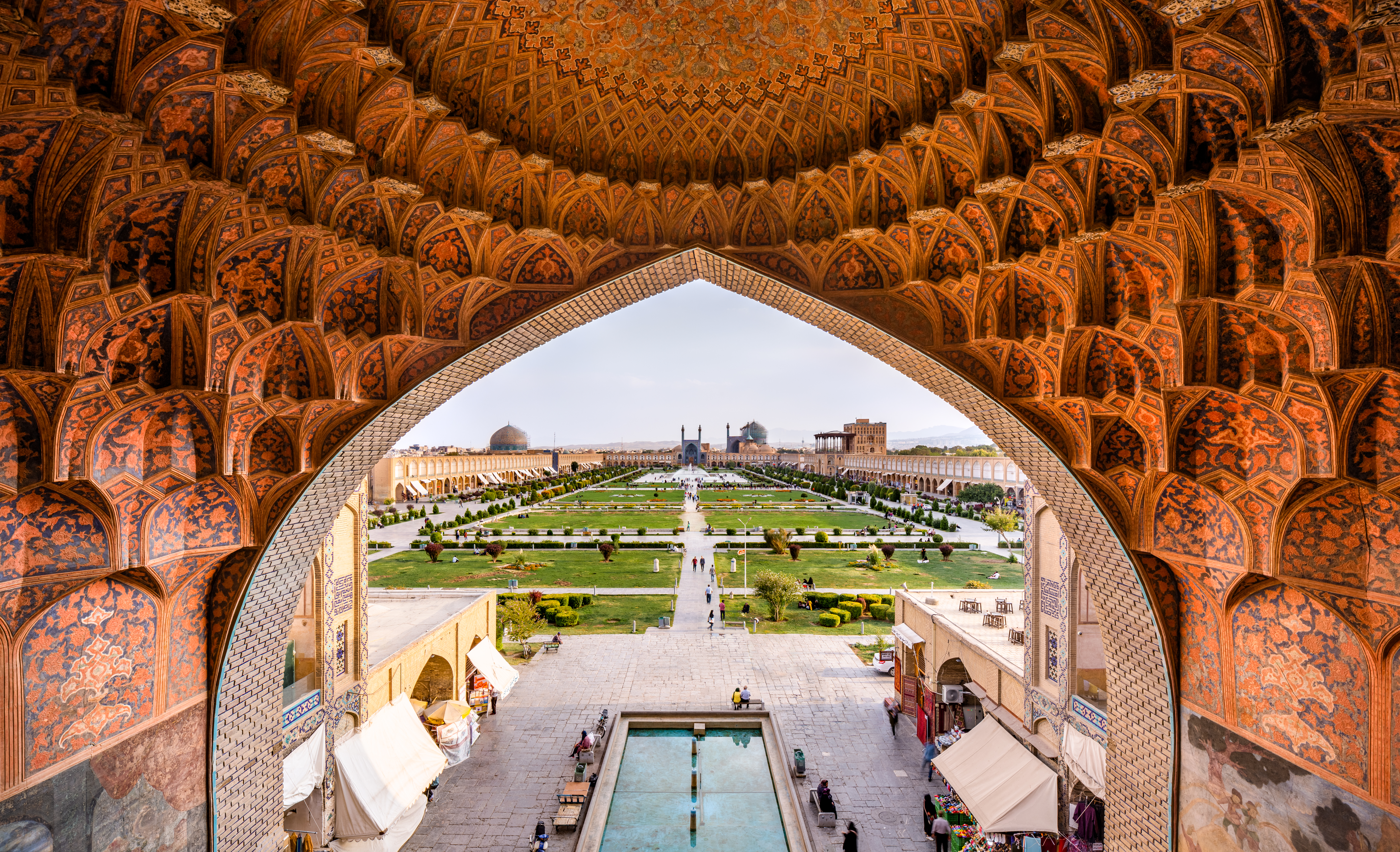
میدان نقش جهان

## اقتصاد

ذوب آهن اصفهان

### انرژی

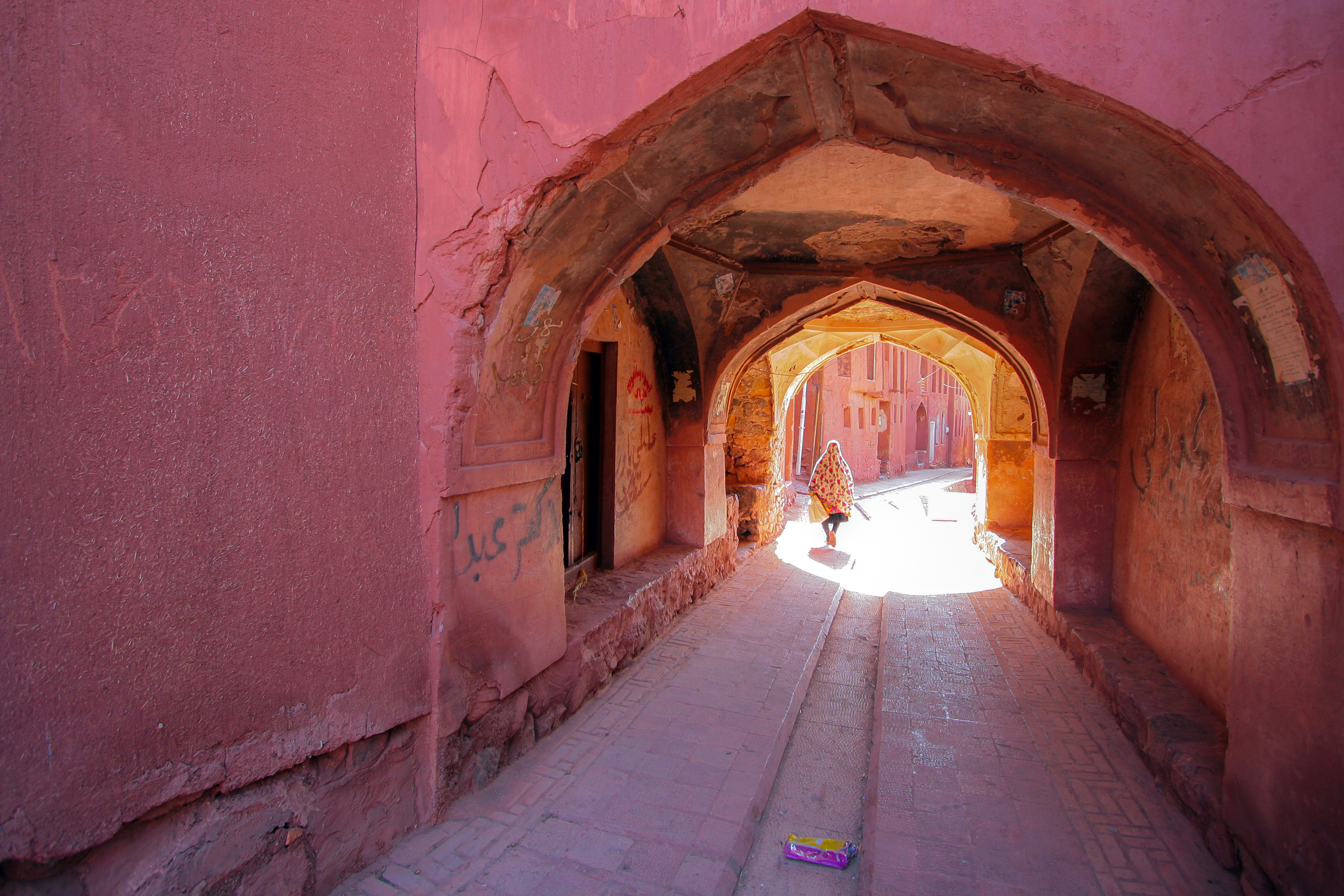
روستای تاریخی ابیانه